# Agathosma pubigera
Agathosma pubigera är en vinruteväxtart som beskrevs av Otto Wilhelm Sonder. Agathosma pubigera ingår i släktet Agathosma och familjen vinruteväxter. Inga underarter finns listade i Catalogue of Life.